# Maryknoll

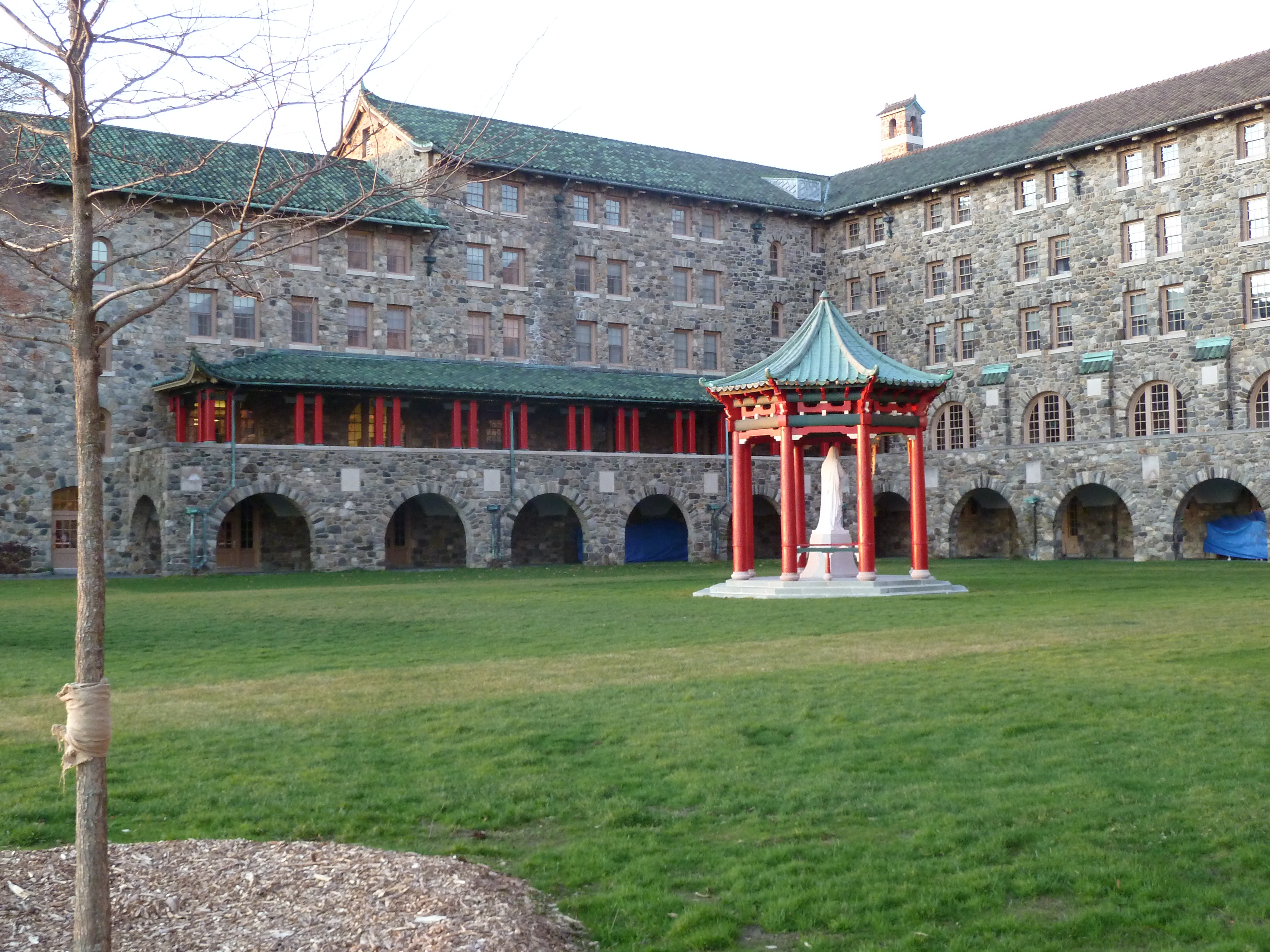
Vue du séminaire de Maryknoll (Ossining, dans l'État de New York).

Maryknoll ou Mary Knoll est le nom de trois organisations missionnaires de l'Église catholique des États-Unis qui travaillent ensemble depuis un siècle à l'évangélisation en Extrême-Orient, en Asie du Sud-Est, en Amérique latine et en Afrique. Il s'agit, pour les prêtres et les frères, de la Société des missions étrangères catholiques d'Amérique (en latin : Societas de Maryknoll pro missionibus exteris; en anglais : The Catholic Foreign Mission Society of Maryknoll) fondée en 1911 par James Anthony Walsh et Thomas Frederick Price, des Sœurs de Maryknoll de Saint-Dominique, fondées en 1912 pour les religieuses, et, pour les laïcs, des missionnaires laïcs de Maryknoll.
La maison-mère de Maryknoll se trouve dans le village d'Ossining (comté de Westchester), dans l'État de New York aux États-Unis et  à 50 km au nord de la ville de New York.

## Historique
C'est après le XXIe congrès eucharistique international de Montréal que deux prêtres de Caroline du Nord, les PP. James Anthony Walsh (1867-1936) et Thomas Frederick Price (1860-1919), décident de fonder en 1910 une nouvelle société missionnaire. Elle est officiellement fondée et approuvée localement en 1911, puis reçoit le nihil obstat de Rome par l'intermédiaire du cardinal Gotti le 29 juin 1911 et elle est bénie par le pape saint Pie X en 1915. Ses constitutions sont approuvées le 7 mai 1930. Les premiers missionnaires partent pour la Chine en 1918 (les PP. Price, J. E. Walsh, F. X. Ford et Meyer). Le premier frère de la société est Thomas McCann. Le nombre de frères augmente à une dizaine après la Première Guerre mondiale. Ils habitent à la résidence Saint-Michel et se nomment les frères de Saint-Michel. Ils sont à l'époque d'anciens employés de commerce ou ouvriers du bâtiment.
En 1921, la société comprend vingt prêtres, une douzaine de frères, et soixante-cinq séminaristes. Ils habitent une ferme constituée de quatre bâtiments de bois sur une colline dénommée Mary's Knoll à côté du village d'Ossining. Une petite maison moderne de pierre appelée The Field Afar abrite les bureaux de la mission. L'on commence à construire un grand séminaire, mais il ne sera terminé que dans les années 1950. Les séminaristes s'occupent aussi du bétail de la ferme en plus de leurs études. La discipline, tout en étant rigoureuse, n'est pas stricte et les séminaristes de cette époque ont des après-midis libres pour se promener à bicyclette autour de Westchester.

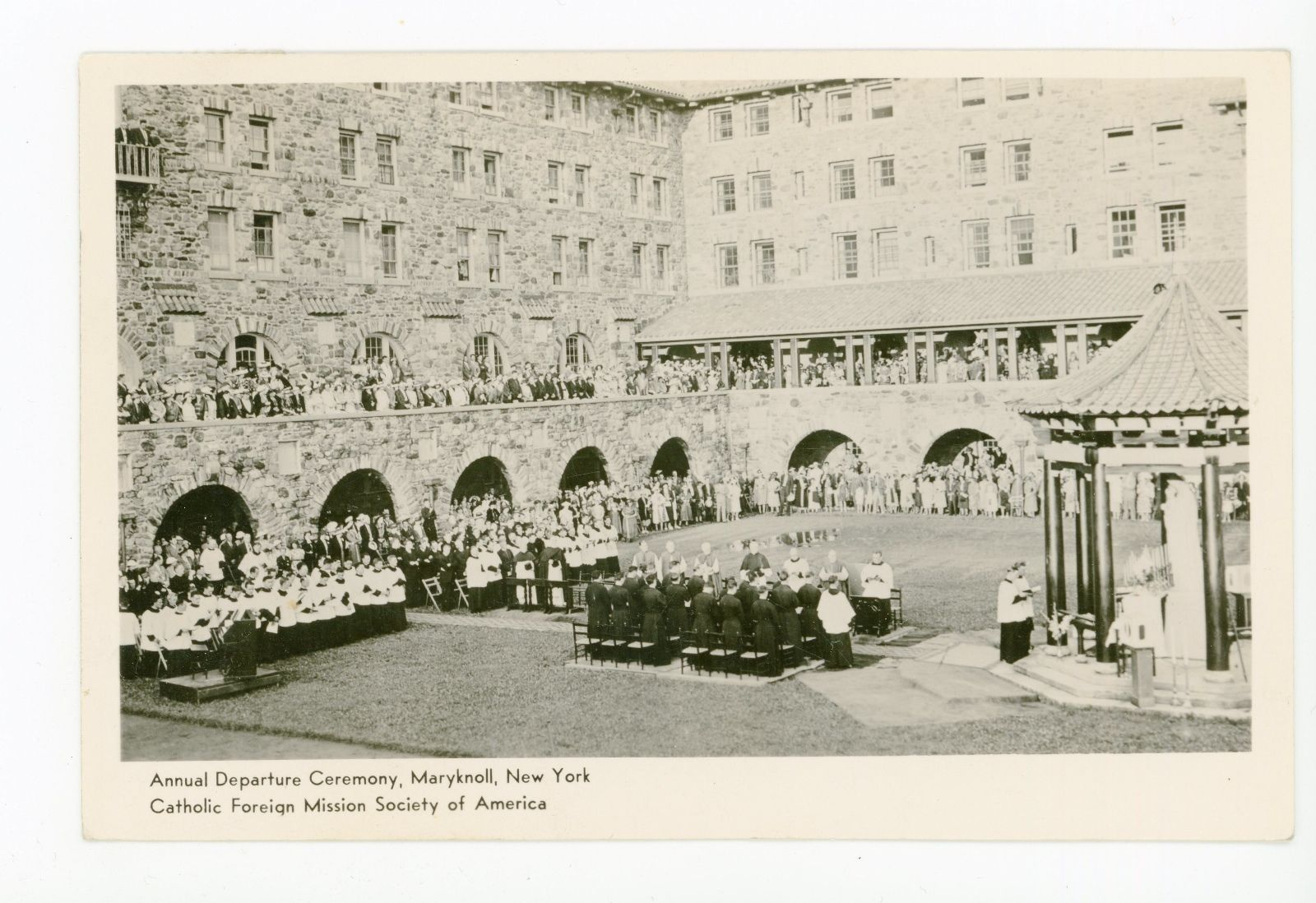
Cérémonie de départ en 1942 à Maryknoll, Ossining.

En 1927, il y a déjà vingt-sept missionnaires en Chine (dont deux frères). Ils y fondent en particulier la mission de Dalian (ou Dairen à l'époque) dans la concession japonaise. La préfecture apostolique de Fushun (diocèse en 1946) leur est concédée en 1932 au Mandchoukouo. Leur maison-mère en Chine est à Kong-Moon. Ils en sont expulsés en 1951, après l'arrivée au pourvoir des communistes dix-huit mois plus tôt et au début de la guerre de Corée. La région avant 1949 est ravagée par la guerre civile, l'arbitraire des seigneurs de la guerre, les épidémies et la pauvreté.
La mission en Corée débute en 1922 et elle comprend en 1927, dix-sept prêtres et deux frères. Elle est centrée autour de Penyang, au nord du pays. Les pères de Maryknoll s'installent au Japon à Kyoto en 1937.
La société joue, avec les grandes congrégations traditionnelles (franciscains, jésuites, Missions étrangères de Paris et lazaristes notamment) un rôle important en Chine et en Asie jusqu'en 1950. Elle se tourne vers l'Amérique latine à partir de la Seconde Guerre mondiale.

## Aujourd'hui

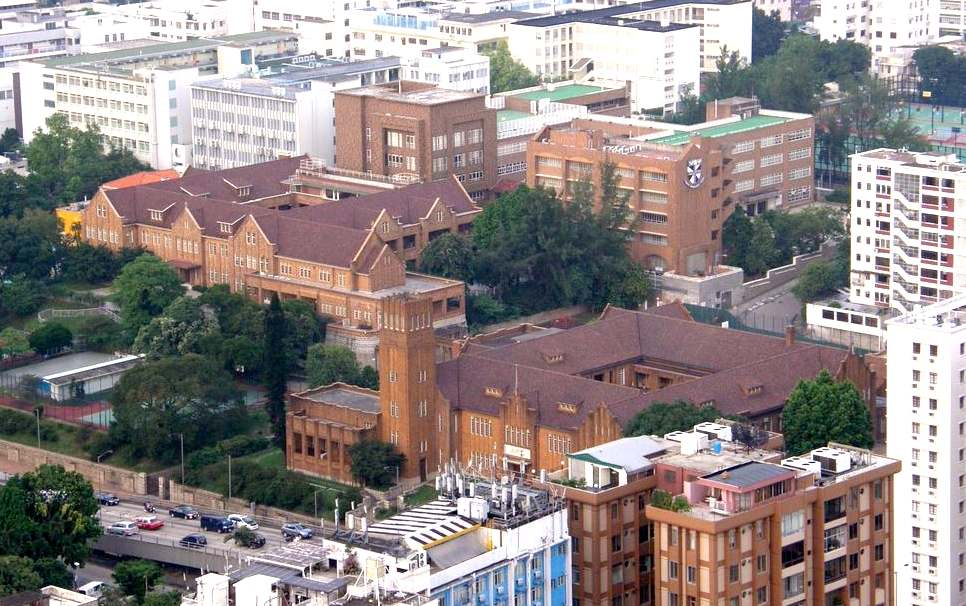
La Maryknoll School de Hong Kong.

Mission des pères de Maryknoll à Makoko en Tanzanie.

La société comprend en 2008 environ 550 prêtres et frères servant sur les cinq continents. Elle s'étend en Amérique latine et vise à remédier à la pauvreté qui affecte de nombreuses régions de ce continent. Dans les grandes villes, les pères sont engagés aussi dans la lutte contre les fléaux dus à la drogue et pour le soin des malades atteints du sida.
La société a une maison d'édition: Orbis Books.
La congrégation a été souvent l'objet de critiques depuis les années 1970, période où elle opère un virage idéologique radical, quant à son attirance envers la théologie de la libération et les régimes socialistes. Ainsi le Nicaraguayen Miguel d'Escoto Brockmann du Front sandiniste de libération nationale, devenu proche de Daniel Ortega et bénéficiaire du prix Lénine en 1985 a été suspendu par Jean-Paul II en 1985 avant que la sanction ne soit levée par le pape François en 2014. De même, Mgr Ortega, évêque de Juli (Pérou) a expulsé les missionnaires de Maryknoll de son territoire en 2013.
En 2009, la société élit à sa tête un frère de Maryknoll au lieu d'un père, ce qui est contraire à la discipline. Le Saint-Siège oppose son veto et l'institut doit de nouveau se réunir pour élire un prêtre.
En 2012, le père Roy Bourgeois (de nationalité américaine), déjà frappé en 2008 d'une mesure d'excommunication latae sententiae pour avoir participé à un simulacre de messe d'ordination d'une femme a été suspendu par Rome de ses vœux envers la congrégation pour avoir milité en faveur de l'ordination des femmes et réduit à l'état laïc. La congrégation ne s'est jamais prononcée pour une clarification en la matière.

## Supérieurs généraux
- James Anthony Walsh (1911-1936)
- James Edward Walsh (1936-1946)
- Raymond Aloysius Lane (7 août 1946-6 août 1956)
- John William Comber (6 août 1956-7 août 1966)
- Raymond Finch (1996-2002)
- John Sivalon (2002-2008)
- Edward Dougherty (2009-2014)
- Raymond Finch (depuis le 3 novembre 2014[8])

## Martyrs de Maryknoll
- Maura Clarke
- Ita Ford
- Francis Xavier Ford
- Jean Donovan

## Source
- (en) Cet article est partiellement ou en totalité issu de l’article de Wikipédia en anglais intitulé « Maryknoll » (voir la liste des auteurs).